# Spirit (album, Eluveitie)
Spirit je první plnohodnotné album švýcarské folk metalové skupiny Eluveitie o délce 50:50. Nahráno bylo ve studiích Klangschmiede Studio E a Ballhorn Studio. Bylo vydáno 1. června 2006 v nakladatelství Fear Dark Records a znovuvydáno roku 2007 nakladatelstvím Twilight Records.

## Seznam stop
| Pořadí         | Název                  | Délka |
| -------------- | ---------------------- | ----- |
| 1.             | Spirit                 | 2:32  |
| 2.             | Uis Elveti             | 4:24  |
| 3.             | Your Gaulish War       | 5:11  |
| 4.             | Of Fire, Wind & Wisdom | 3:05  |
| 5.             | Aidû                   | 3:10  |
| 6.             | The Song of Life       | 4:01  |
| 7.             | Tegernakô              | 6:42  |
| 8.             | Siraxta                | 5:39  |
| 9.             | The Dance of Victory   | 5:24  |
| 10.            | The Endless Knot       | 7:00  |
| 11.            | AnDro                  | 3:35  |
| Celková délka: | Celková délka:         | 50:50 |